# Gian Domenico Romagnosi
Gian Domenico Romagnosi (Salsomaggiore Terme, 11 dicembre 1761 – Milano, 8 giugno 1835) è stato un giurista, filosofo ed economista italiano.

## Biografia
(Gian Domenico Romagnosi, L'associazione dell'etica, della politica e del diritto)
Figlio di Bernardino e Marianna Trompelli, studia dal 1775 nel Collegio Alberoni di Piacenza e nel 1782 si iscrive all'Università degli Studi di Parma, dove si laurea in Giurisprudenza nel 1786.
Per breve tempo esercita la professione notarile, nel 1789 fa parte della "Società letteraria di Piacenza" dove legge i suoi primi lavori scientifici: il Discorso sull'amore delle donne considerato come motore precipuo della legislazione; il Discorso sullo stato politico di tutte le nazioni; Sull'opinione pubblica.
Nel 1790 fa parte dell'Accademia degli Ortolani, nel 1791 è pretore della città di Trento e pubblica la Genesi del diritto penale, poi, nel 1792, Cosa è eguaglianza e, nel 1793, Cosa è libertà e Primo avviso al popolo, che mostrano simpatie rivoluzionarie. Il suo incarico gli procura contrasti con il principe vescovo di Trento, il conte Pietro Vigilio Thun: questi gli concede comunque il titolo di consigliere aulico d'onore.
Dal 1794 al 1798 è consulente legale; a Trento è autore di due volumetti dal titolo rispettivamente di Cosa è eguaglianza e Cosa è la libertà in cui si schierò contro i principi della rivoluzione francese. Nel 1799, accusato di giacobinismo, è incarcerato a Innsbruck per 15 mesi ma viene assolto nel processo: durante la prigionia scrive Delle leggi dell'umana perfettibilità per servire ai progressi delle scienze e delle arti. Nel 1801, con l'occupazione francese di Trento, diviene segretario del Consiglio superiore presieduto dal giurista Carlo Antonio Pilati.
Cultore anche di scienze matematiche e fisiche, nel maggio 1802 scopre gli effetti magnetici dell'elettricità: pubblica i suoi risultati sui giornali di Trento e Rovereto e invia una relazione all'Accademia francese delle scienze ma la comunità scientifica la ignora. Nel 1820 il fisico danese Hans Christian Ørsted fonda l'elettromagnetismo, conducendo un analogo esperimento (noto come Esperimento di Ørsted) e riconosce che "la conoscenza dei lavori di Romagnosi avrebbe anticipato la scoperta dell'elettromagnetismo di 18 anni".
Nel 1804 insegna Diritto pubblico nell'Università di Parma, nel 1806 è chiamato a Milano a occuparsi della revisione del codice di procedura penale; nel 1807 ottiene la cattedra di Diritto civile all'Università degli Studi di Pavia e pubblica il discorso Quale sia il governo più adatto a perfezionare la legislazione civili; nel 1809 è professore nella "Scuola di Alta legislazione" e ispettore delle scuole di diritto e, nel 1811, fonda il Giornale di giurisprudenza universale.
Nel 1814 pubblica le Istituzioni di Diritto amministrativo e l'anno seguente, anonima, l'opera Della costituzione di una monarchia costituzionale rappresentativa che gli vale i sospetti della polizia austriaca.
Reintegrato nell'insegnamento, Romagnosi riuscì a radunare intorno a Milano una vera e propria scuola di pensiero alla quale si formarono alcuni dei nomi più illustri del Risorgimento italiano: il filosofo democratico radicale Giuseppe Ferrari, il pensatore liberal-federalista Carlo Cattaneo, oltre a Cesare Cantù, i cugini Defendente e G. Sacchi.
Dal 1817 collabora alla Biblioteca Italiana e al Conciliatore e nel 1820 pubblica l'Assunto primo della scienza del diritto naturale. Nel 1821 è arrestato e incarcerato a Venezia con l'accusa di partecipazione alla congiura ordita da Silvio Pellico, Piero Maroncelli e Federico Confalonieri: viene prosciolto ma gli è vietato l'insegnamento. Durante la detenzione scrive Dell'insegnamento primitivo delle matematiche che pubblica nel 1823 mentre del 1824 è l'opera Della condotta delle acque. Nel 1825 escono le Istituzioni di civile filosofia ossia di Giurisprudenza Teorica, testo per lezioni da tenere all'Università di Corfù su invito del governo britannico. Dal 1827 al 1835 è direttore degli Annali Universali di Statistica (1824-1848) rivista specialistica che tratta diversi rami del sapere, dalla storia al commercio all'economia politica; collabora anche all'Antologia fiorentina del Vieusseux.
Muore nel 1835, assistito dal suo allievo Carlo Cattaneo, al quale detta il testamento e affida i manoscritti inediti. È sepolto nella cappella dei conti Cusani Confalonieri nel cimitero di Carate Brianza, località dove era solito trascorrere i periodi di villeggiatura estiva ospite di Luigi Azimonti.
A lui sono dedicate alcune vie, l'Istituto di Istruzione Superiore di Erba (Ragioneria, Geometri, Elettrico/elettronico ed Enogastronomico), l'Istituto Tecnico Commerciale di Piacenza e un Liceo Classico di Parma, la scuola elementare di Carate Brianza e la biblioteca comunale di Salsomaggiore Terme.

## Pensiero giuridico, economico e storico

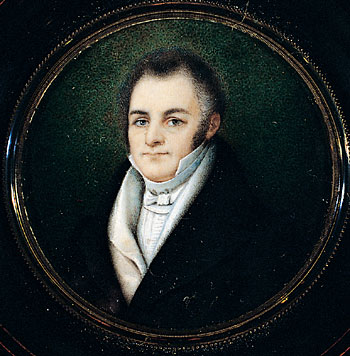
Gian Domenico Romagnosi in una miniatura di Antonio Pasini.
(Museo Glauco Lombardi)

Tra i maggiori intellettuali italiani dei secoli XVIII e XIX, l'opera del Romagnosi, nel rinnovamento del pensiero giuridico italiano richiesto dalla necessità di codificare i nuovi interessi delle classi borghesi emersi con la Rivoluzione francese e consolidati nel successivo Codice napoleonico, è legata alla fondazione di una nuova scienza del diritto pubblico, penale e amministrativo, con uno spirito scientifico settecentesco illuministicamente volto all'unificazione delle scienze giuridiche, naturali e morali. Studiò pertanto la vita sociale nelle sue componenti storiche, giuridiche, politiche, economiche e morali, considerando l'uomo nelle forme della sua esistenza storica, nei modi in cui concretamente pensa e agisce in un contesto sociale determinato: in questo modo lo studio della storia rivela lo sviluppo dell'incivilimento umano.
Nella Genesi del diritto penale - opera che gli dette notevole fama e non solo in Italia, tanto che fu tradotta in diverse lingue - Romagnosi, riprendendo tesi di Cesare Beccaria, pone i problemi dell'utilità della punizione, della natura della colpa e del diritto. Dà una giustificazione razionale della società che gli appare un'unione necessaria tra gli uomini, dialetticamente rapportati nel rispetto di una disciplina condivisa. L'uomo è lo stesso sia nello stato di natura che in quello di società, malgrado le diversità delle forme sociali; pertanto gli uomini hanno un diritto di socialità importante e sacro, quanto quello della conservazione di se stesso; la società è per lui l'unico stato naturale dell'uomo, respingendo così la dottrina di uno stato di natura anteriore allo stato sociale: il cosiddetto stato di natura è solo un diverso stato sociale nella storia dell'umanità.
Nell'Introduzione allo studio del diritto pubblico universale, premesso che ogni complesso giuridico deve basarsi sui bisogni della comunità, sostiene che lo scopo del diritto dev'essere il rafforzamento delle strutture civili e politiche della società.
Nell'Assunto primo della scienza del diritto naturale, riprendendo temi già sviluppati nella Genesi del diritto, sostiene che nella natura è tanto il principio di individualità quanto quello di socialità e pertanto lo sviluppo umano avviene naturalmente verso uno stato di società, l'unico in cui si sviluppa l'incivilimento - termine ricorrente nei suoi scritti - un continuo processo verso stadi più avanzati di perfezionamento morale, civile, economico e politico.
E ancora nel Dell'indole e dei fattori dell'incivilimento, con esempio del suo risorgimento in Italia si pone il problema di quale sia il motore del progresso umano nella storia: la tesi è che la società umana è l'organismo fattore di progresso, essendo in sé dotata di forze agenti in particolari condizioni storiche e ambientali. Lo sviluppo civile, suddiviso dal Romagnosi in quattro periodo, l'epoca del senso e dell'istinto, l'epoca della fantasia e delle passioni, l'epoca della ragione e dell'interesse personale e l'epoca della previdenza e della socialità, vede un costante trasferimento, agli organismi pubblici rappresentativi, delle funzioni sociali come se la natura si trasferisse progressivamente nella funzione rappresentativa.
Il punto d'arrivo della civiltà è una forma sociale in cui prevalgono la proprietà e il sapere. Tale processo non è lineare tanto che, per esempio, il diritto romano e l'etica cristiana si affermarono in condizioni civili arretrate ma come una macchina i cui meccanismi migliorano nel tempo, la sua azione progressivamente perfezionata fa sorgere dal fondo delle potenze attive un sempre nuovo modo di riazioni e quindi di effetti variati. L'incivilimento appare così una cosa complessa risultante di molti elementi e da molti rapporti formanti una vera finale unità simile a quella di una macchina, la quale scindere non si può senza annientarla. Il motore di siffatta macchina è il commercio, sviluppato a sua volta dal progresso dello stato sociale.
Guardando allo sviluppo storico nazionale, Romagnosi vede nel Medioevo l'epoca in cui la città diviene luogo di aggregazione di possidenti, artisti, commercianti e dotti, favorendo le condizioni per la nascita dello Stato moderno anche se ai Comuni medievali mancò uno spirito politico nazionale perché presero la strada dal ramo industriale e commerciale per giungere al territoriale. Essi dunque ripigliarono l'incivilimento in ordine inverso. In quest'ordine trovarono i più gravi ostacoli…avendo dovuto separare la professione delle armi da quella delle arti e della mercatura. Per questo bisogna sempre porsi il problema di un corretto modo di sviluppo e ora, nella società industriale, l'incivilimento è una continua disposizione delle cose e delle forze della natura preordinata dalla mente ed eseguita dall'energia dell'uomo in quanto tale disposizione produce una colta e soddisfacente convivenza.
Nella Collezione degli articoli di economia politica e statistica civile si trova espressa la fiducia nella sviluppo capitalistico e nella libera concorrenza economica, difesa contro le tesi del Sismondi che vede nello sviluppo industriale una spaventosa sofferenza in parecchie classi della popolazione. Per Romagnosi, i poteri pubblici devono far rispettare le corrette regole della libertà di concorrenza, cosa che non avviene in Inghilterra dove ora si favorisce il popolo contro i mercanti, ora i possidenti e i mercanti contro il popolo e intanto si applica ancora il protezionismo; è inoltre un paese in cui non si applica il diritto romano, fonte di equità civile e la mentalità empirica degli inglesi non consente loro di prevedere ma solo di constatare i fatti.
In altri articoli polemizza col Saint-Simon, dottrinario che ostacola la libera concorrenza, assegna ogni ramo d'industria a guisa di privilegio personale, favorisce il popolo miserabile contro i produttori e abolire il diritto di eredità. I saintsimoniani vogliono far lavorare e poi lavorare senza dirmi il perché. Progresso non è che lavoro. Questo è l'ultimo termine, questo è il premio; l'uomo, secondo Saint – Simon, dovrebbe sempre progredire lavorando con una indefinita vista e senza stimolo, ma per Romagnosi, voler far progredire l'industria e il commercio col togliere la possidenza è come voler far crescere i rami col distruggere il tronco. Per Romagnosi la proprietà ha un carattere naturale e poiché, come s'è visto, la natura è la base di ogni società, negare la proprietà significa distruggere ogni possibilità di convivenza civile.

## Pensiero filosofico

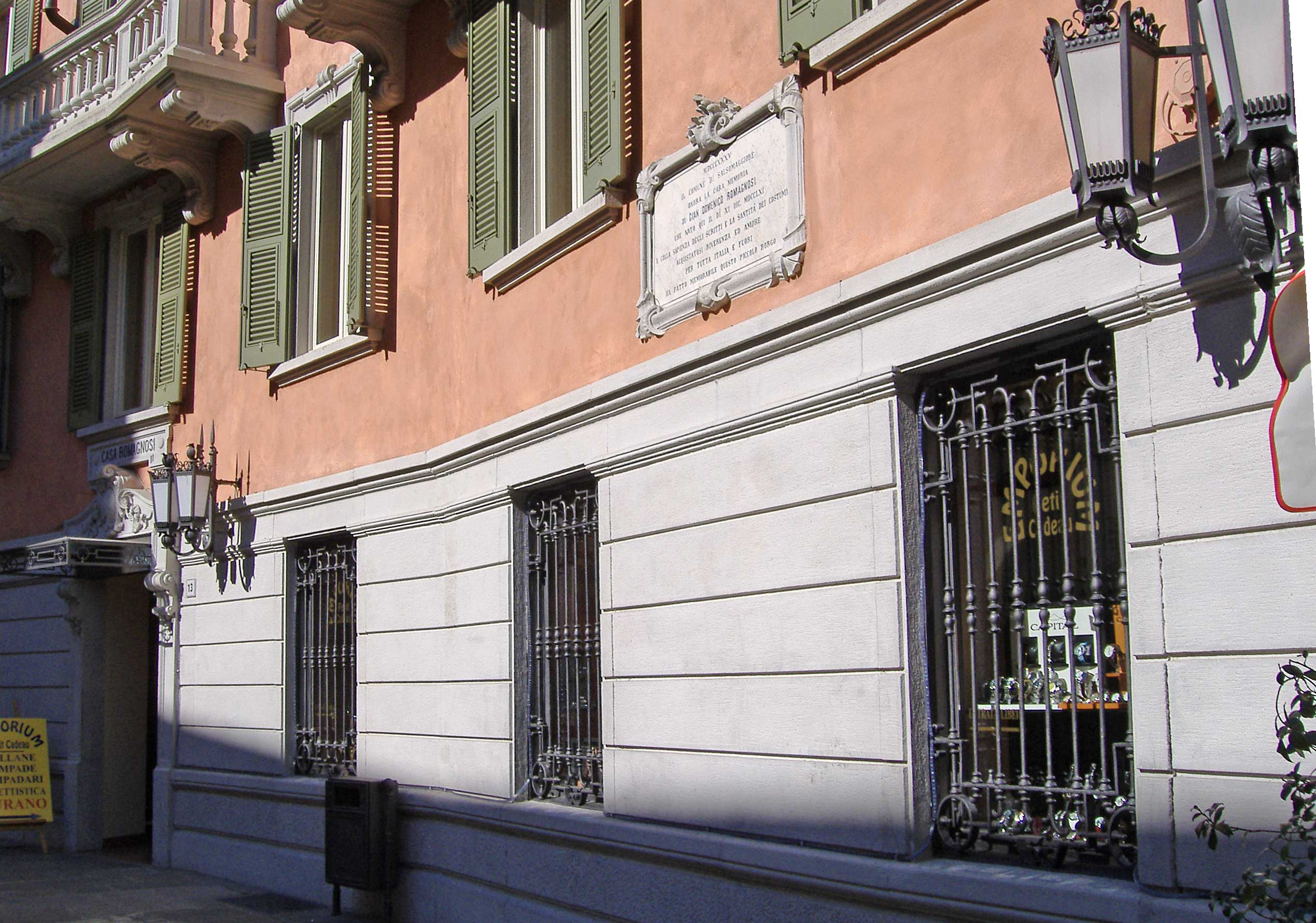
Casa natale di Romagnosi a Salsomaggiore Terme

Romagnosi, partendo dalla sua vasta esperienza giurisprudenziale e politica, auspica una nuova forma di filosofia civile, una scienza che studi forme e condizioni dell'incivilimento storico delle nazioni, scoprendo la legge massima e unica delle vicende politiche, sociali e culturali dei popoli.
Riguardo al problema gnoseologico, per Romagnosi la conoscenza proviene dai sensi ma la sensazione non è di per sé ancora conoscenza, la quale si ottiene solo quando l'intelletto ordina e interpreta le sensazioni secondo proprie categorie, definite logìe, con cui diamo segnature razionali alle segnature positive. Egli chiama compotenza questa mutua concorrenza di sensazioni provenienti dall'esterno e di elaborazione della nostra mente.
Le logìe non sono idee già formate nel momento della nostra nascita, ma a loro volta sono il risultato della riflessione operata sull'esperienza empirica: sono dunque a posteriori rispetto alle sensazioni passate e a priori rispetto alle sensazioni attuali. Pertanto la conoscenza è in definitiva un a posteriori con un contenuto base empirico.
Ma cosa conosciamo in realtà? I sensi non danno conoscenza delle cose in sé, ma di ciò che percepiamo delle cose; conosciamo le rappresentazioni che ci formiamo delle cose. Se i fenomeni non sono copie esatte del reale, tuttavia ne sono segni a cui corrispondono in natura esseri reali e pertanto le cose esistono fuori di noi, non sono creazioni di un Io trascendentale.
Non essendoci evidentemente posto per una metafisica nella sua costruzione filosofica, fu attaccato dagli spiritualisti e in particolare dal Rosmini. Il Romagnosi può a buon diritto essere considerato il precursore del positivismo italiano.

## Classicismo e Romanticismo
Il Romagnosi considerò la contrapposizione di classico e romantico – nata nell'immediatezza della Restaurazione e trascinatasi per oltre un ventennio con implicazioni letterarie, linguistiche e anche politiche - come impropria, cercando di dare una soluzione alla controversia attraverso la sua concezione ilichiastica, cioè relativa al tempo, della letteratura, secondo la quale le opere letterarie sono consoni all'età e al gusto di un popolo, e suggerì che le opere contemporanee dovessero corrispondere sempre al pensiero moderno di un popolo. L'ilichiastismo del Romagnosi si rifà in sostanza alle sue concezioni sulla formazione delle civiltà storiche.
Così espose la sua dottrina nell'articolo Della Poesia, considerata rispetto alle diverse età delle nazioni, sul Conciliatore del 10 settembre 1818:
La parola che vi ferisce l'orecchio è tratta dal greco, e corrisponde al latino aevum, aevitas, e per sincope aetas, la quale indica un certo periodo di tempo, e in un più largo senso, il corso del tempo. Col denominarmi pertanto ilichiastico io intendo tanto di riconoscere in fatto una letteratura relativa alle diverse età, nelle quali si sono ritrovati e si troveranno i popoli colti, quanto di professare principj, i quali sieno indipendenti da fittizie istituzioni, per non rispettare altre leggi che quelle del gusto, della ragione e della morale…
Ma la divisione di romantico e classico (voi mi direte) non è dessa forse più speciale? Eccovi le mie risposte: o voi volete far uso di queste parole per indicare nudamente il tempo, o volete usarne per contrassegnare il carattere della letteratura delle diverse età. Se il primo, io vi dico essere strano il denominare classica l'antica, e romantica la media e moderna letteratura. I tre periodi della storia antica, media e moderna sono fra loro distinti non da una divisione artificiale e di convenzione, ma da effettive rivoluzioni.
Se poi volete adoperare le parole di classico e di romantico per contrassegnare il carattere dell'europea letteratura nelle diverse età, a me pare che usiate di una denominazione impropria…
Quando piacesse di contrassegnare la poesia coi caratteri delle diverse età, parmi che dividere si potrebbe in teocratica, eroica e civile. Questi caratteri hanno successivamente dominato tanto nella prima coltura, che fu sommersa dalle nordiche invasioni, quanto nella seconda coltura, che fu ravvivata e proseguita fin qui. Questi caratteri non esistettero mai puri, ma sempre mescolati. Dall'essere l'uno o l'altro predominante si determina il genere, al quale appartiene l'una o l'altra produzione poetica…
Vengo ora alla domanda che mi faceste, se io classico o romantico; e ponendo mente soltanto allo spirito di essa, torno a rispondervi che io non sono né voglio essere né romantico, né classico, ma adattato ai tempi ed ai bisogni della ragione, del gusto e della morale. Ditemi in primo luogo: se io fossi nobile ricco, mi condannereste voi perché io non voglia professarmi o popolano grasso, o nobile pitocco? Alla peggio, potreste tacciarmi di orgoglio, ma non di stravaganza. Ecco il caso di un buon italiano in fatto di letteratura. Volere che un italiano sia tutto classico, egli è lo stesso che volere taluno occupato esclusivamente a copiare diplomi, a tessere alberi genealogici, a vestire all'antica, a descrivere o ad imitare gli avanzi di medaglie, di vasi, d'intagli e di armature, e di altre anticaglie, trascurando la coltura attuale delle sue terre, l'abbellimento moderno della sua casa, l'educazione odierna della sua figliuolanza. Volere poi che egli sia affatto romantico, è volere ch'egli abiuri la propria origine, ripudj l'eredità de' suoi maggiori per attenersi soltanto a nuove rimembranze specialmente germaniche…
Voi mi domanderete se possa esistere questo terzo genere, il quale non sia né classico né romantico? Domandarmi se possa esistere è domandarmi se possa esistere una maniera di vestire, di fabbricare, di conversare, di scrivere, che non sia né antica, né media, né moderna. La risposta è fatta dalla semplice posizione della quistione.
Ma questo terzo genere sarà desso preferibile ai conosciuti fra noi? Per soddisfarvi anche su tale domanda osserverò primamente che qui non si tratta più di qualità, bensì di bellezza o di convenienza. In secondo luogo, che questa quistione non può essere decisa che coll'opera della filosofia del gusto, e soprattutto colla cognizione tanto dell'influenza dell'incivilimento sulla letteratura, quanto degli uffizj della letteratura a pro dell'incivilimento.
Non è mia intenzione di tentare questo pelago. Osserverò soltanto che questo terzo genere non può essere indefinito; ma dovrà essere necessariamente un frutto naturale dell'età, nella quale noi ci troviamo, e si troveranno pure i nostri posteri. Noi dunque non dobbiamo sull'ali della metafisica errare senza posa nel caos dell'idealismo, per cogliere qua e là le idee archetipe di questo genere; ma dobbiamo invece seguire la catena degli avvenimenti, dai quali nelle diverse età, essendo stata introdotta una data maniera di sentire, di produrre, e quindi di gustare e di propagare il bello letterario, ne nacque un dato genere, il quale si poté dire perciò un frutto di stagione di quella età. Per quanto vogliamo sottrarci dalla corrente, per quanto tentiamo di sollevarci al di sopra della ignoranza e del mal gusto comune, noi saremo eternamente figli del tempo e del luogo in cui viviamo. Il secolo posteriore riceverà per una necessaria figliazione la sua impronta dal secolo anteriore. E tutto ciò derivando primariamente dall'impero della natura che opera nel tempo e nel luogo, ne verrà che il carattere poetico o letterario, comunque indipendente dalle vecchie regole dell'arte, perché flessibile, progressivo, innovato dalla forza stessa della natura, sarà necessariamente determinato, come è determinato il carattere degli animali e delle piante, che dallo stato selvaggio vengono trasportate allo stato domestico.
Posto tutto ciò, l'arbitrario nel carattere della letteratura cessa di per sé. Si potrà allora disputare bensì se il bello ideale coincide o no col bello volgare; se il gusto corrente possa essere più elevato, più puro, più esteso; ma non si potrà più disputare se le sorgenti di questo bello debbano essere la mitologia pagana piuttosto che i fantasmi cristiani, i costumi cavallereschi piuttosto che gli eroici, le querce, i monti o i castelli gotici, piuttosto che gli archi trionfali, le are e i templi greci e romani. Il carattere attuale sarà determinato dall'età o dalla località: vale a dire dal genio nazionale eccitato e modificato dalle attuali circostanze, il complesso delle quali forma parte di quella suprema economia, colla quale la natura governa le nazioni della terra…
Finisco quest'articolo col pregare i miei concittadini a non voler imitare le femminette di provincia in fatto di mode, e ad informarsi ben bene degli usi della capitale. Leggano gli scritti teoretici, e soprattutto le produzioni della letteratura settentrionale, e di leggieri si accorgeranno che se havvi in essa qualche pizzo di romantica poesia, niuno si è mai avvisato né per teoria né per pratica di essere né esclusivamente romantico né esclusivamente classico nel senso che si dà ora abusivamente a queste denominazioni. Troveranno anzi essersi trattati argomenti, e fatto uso di similitudini e di allusioni mitologiche anche in un modo, che niun latino si sarebbe permesso. Il solo libro dell'Alemagna della signora di Staël ne offre parecchi esempi.
Il pretendere poi presso di noi il dominio esclusivo classico, egli è lo stesso che volere una poesia italiana morta, come una lingua italiana morta. Quando il tribunale del tempo avrà decretata questa pretensione, io parlerò con coloro che la promossero.»

## Appartenenza alla Massoneria
Durante il periodo del Regno italico, Romagnosi fu iniziato massone nella Loggia "Reale Giuseppina" di Milano, di cui fu in seguito Oratore e Maestro Venerabile. Fu Grande Esperto all'atto della fondazione del Grande Oriente d'Italia, esponente di primo piano della Massoneria di Palazzo Giustiniani, fu Grande Oratore aggiunto del Grande Oriente d'Italia e in questa funzione autore di vari discorsi massonici.

## Opere
- Genesi del diritto penale, 1791.
- Che cos'è uguaglianza, 1792.
- Che cos'è libertà, 1793.

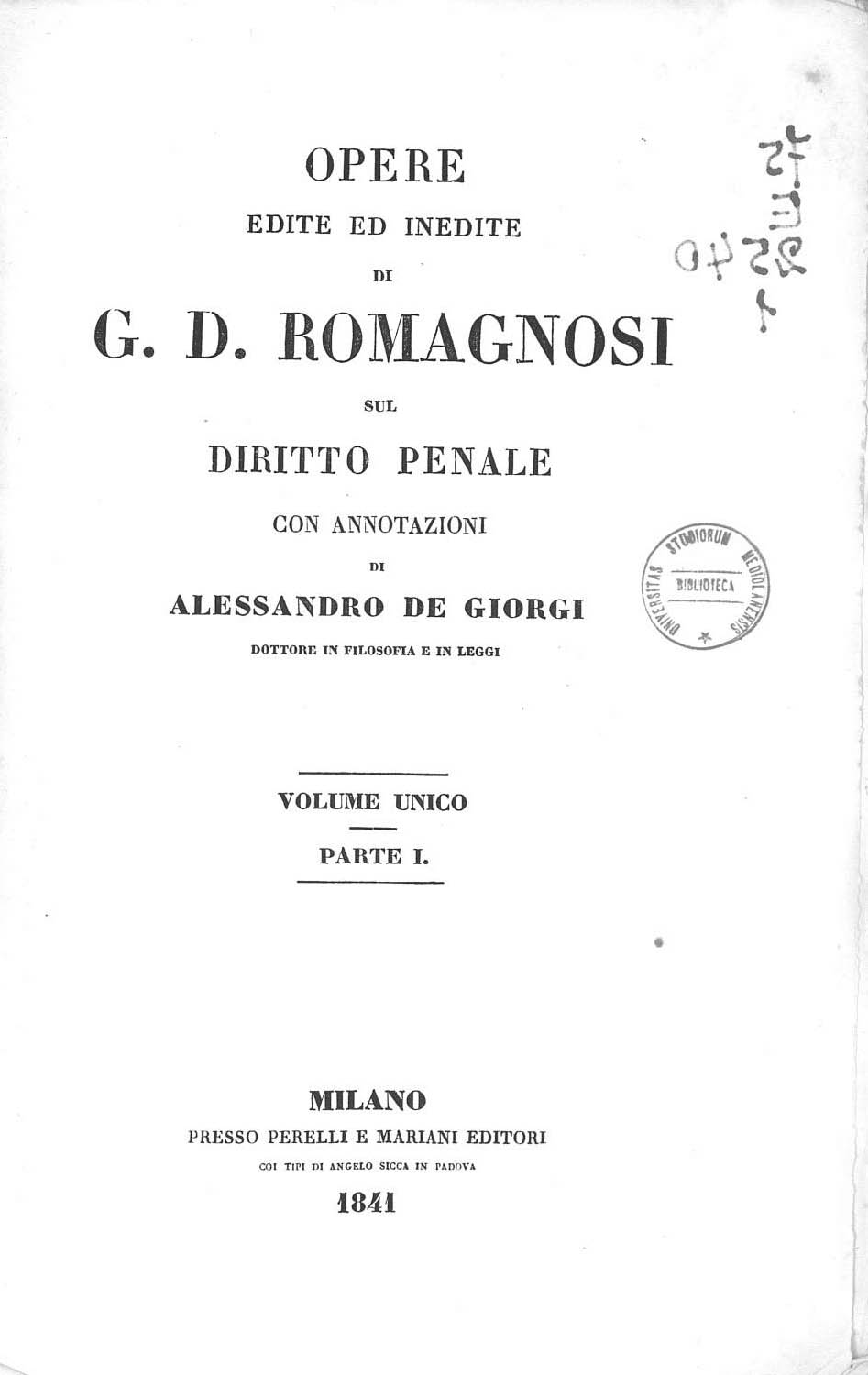
Opere, parte I, 1841

- Introduzione allo studio del diritto pubblico universale, 1803.
- Principi fondamentali di diritto amministrativo, 1814.
- Della costituzione di una monarchia nazionale rappresentativa, 1815.
- Dell'insegnamento primitivo delle matematiche, 1823.
- Della condotta delle acque, 1824.
- Che cos'è la mente sana?, 1827.
- Della suprema economia dell'umano sapere in relazione alla mente sana, 1828.
- Suprema economia dell'umano sapere, 1828.
- Della ragion civile delle acque nella rurale economia, 18292-1830.
- Vedute fondamentali sull'arte logica, 1832.
- Dell'indole e dei fattori dell'incivilimento con esempio del suo risorgimento in Italia, 1832.
- Collezione degli articoli di economia politica e statistica e civile, 1836 (pubblicata postuma).
- Opere, con annotazioni di Alessandro De Giorgi, vol. 1, Milano, Perelli e Mariani, 1841.
- Opere, vol. 2, Milano, Perelli e Mariani, 1842.
- La scienza delle costituzioni, 1849
- I Discorsi Libero-Muratori di Gian Domenico Romagnosi (1761-1835), in L'Acacia Massonica, 1949, III, n. 8, pp. 220-224, e n. 9-10, pp. 282-286.
- Scritti filosofici, Milano, Ceschina, 1974
- Scritti filosofici, 2 voll., Firenze, Le Monnier, 1960; Milano, Ceschina, 1974.